# Rock (danse)
Pour les articles homonymes, voir rock 'n' roll (homonymie) et Rock (homonymie).
 (octobre 2009).
Si vous disposez d'ouvrages ou d'articles de référence ou si vous connaissez des sites web de qualité traitant du thème abordé ici, merci de compléter l'article en donnant les références utiles à sa vérifiabilité et en les liant à la section « Notes et références ».
La musique rock 'n' roll des années 1950 s'accompagne de diverses danses, communément appelées « Rock » en France. Une partie d’entre elles remontent aux années 1920, 1930 voire 1940, comme le lindy hop, le jitterbug, le swing 6 temps appelé aujourd'hui Rock à 6 temps, le boogie-woogie, le be-bop ou le jive, né à la même époque que la musique rock 'n' roll, qui est la première danse de couple dansée avec un pas de base 1, 2, 3 et 4.
Il existe également des danses rock en solo, par exemple le madison.

## En France
Le rock le plus répandu en France est le rock à six temps. Il est composé de passes plus ou moins complexes. Celles-ci sont indénombrables et chaque danseur connaît un nombre de passes plus ou moins important selon son niveau. C'est le cavalier qui guide la danse et décide des passes à réaliser. C'est une évolution du swing en 8 temps (comme le lindy hop), où les 2 temps enlevés rendent la danse plus dynamique et plus adaptée à la musique rock.
L'histoire du rock est longue et parsemée d'influences diverses. Selon le type de rythmique, la région du monde, l'époque ou le milieu social, de nombreuses danses ont pris la dénomination de rock. Dans un souci d'exhaustivité, on peut en distinguer huit types :
1. Le rock à six temps[note 1]. Il s'inspire du swing des années 1938-1939 mais avec une plus grande variété de figures.
2. Le boogie Woogie est ce que les Anglais appellent également le « jive », les américains le « lindy », les français le (3-3-2). Il a été importé par l’armée américaine en 1945 sous le nom de « jerry-bug » (Le boogie se danse aussi sur 6 temps).
3. Le rock sauté[note 1] a été mis au point par les Anglais. Il s’apparente plus à la gigue qu’au rock.
4. Le bebop qui revient sous le nom de bop.
5. Le rock à 8 temps, c’est l’ancien swing double temps ou huit temps créé en 1941 et qui a été très en vogue jusqu’en 1950.
6. Le boogie à 8 temps.
7. Le rock acrobatique[note 1].
8. Le madison.

## Danses apparentées
D'autres danses s'apparentent d'une façon ou d'une autre au rock :
- Le lindy hop.
- Le jive (prononcé [ d͡ʒajːv] ou « djaïv »), qui fait partie des danses latines (danse de salon/Sportive).
- Le balboa.
- Le West Coast Swing (cousin du lindy hop, dansé sur tout un panel de musiques dont les rocks lents).

## Autres pays
Dans divers pays, il existe des danses similaires :

### En base 4 temps
- Hand dancing (ou DC Swing) (en)
- Discofox (très répandu en Suisse et dans les pays de l'Est)
- le Hustle (en)
- le Modern Jive (en), très populaire en Australie.
- Le Ceroc ou LeRock (en) qui sont des marques de danse très populaires déposées en Angleterre et ouvertement issues du rock français (d'où le nom)

### En base 6 temps
- - East Coast Swing, surtout développé aux États-Unis et faisant partie des danses American Rhythm.